# Louis Jean Marie de Bourbon, duc de Penthièvre

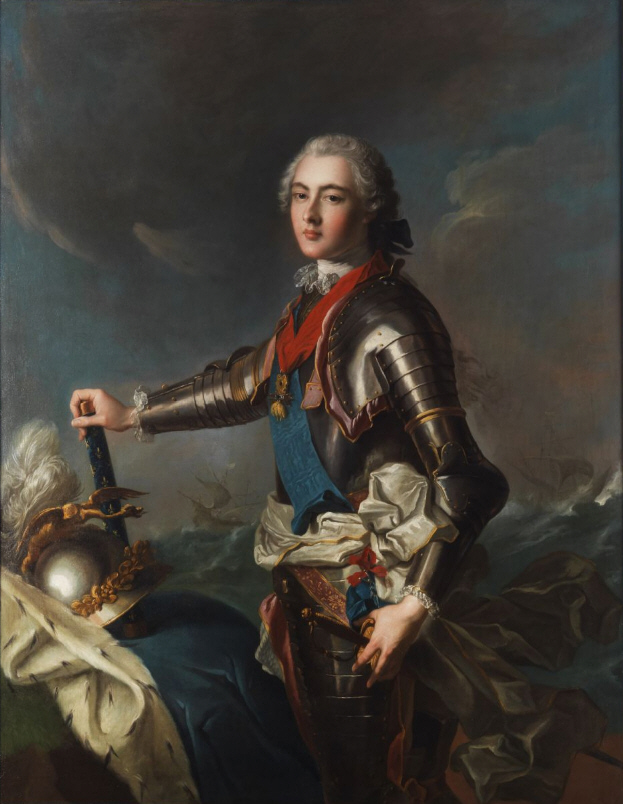
Jean-Marc Nattier: Louis Jean Marie de Bourbon

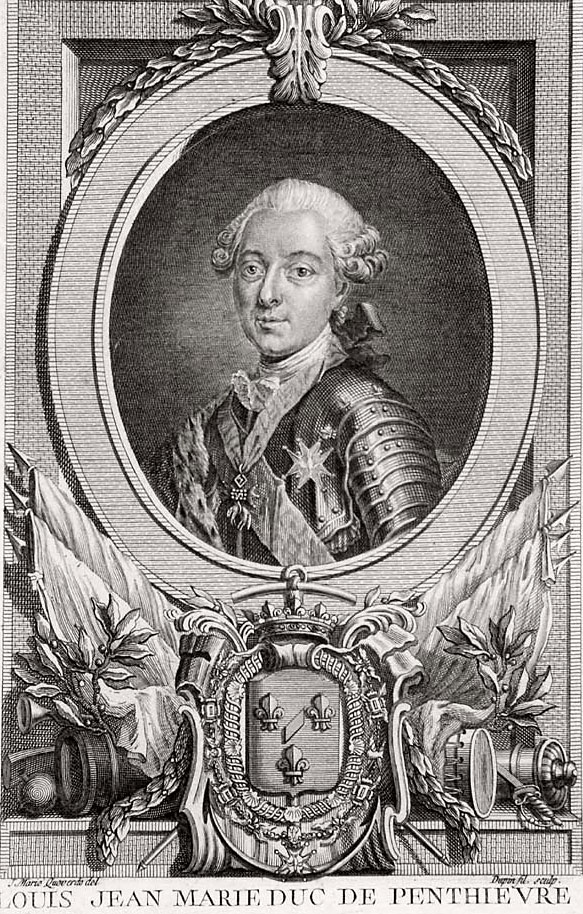
Louis Jean Marie de Bourbon

Louis Jean Marie de Bourbon, Herzog von Penthièvre (* 16. November 1725 auf Schloss Rambouillet; † 4. März 1793 Schloss Bizy bei Vernon) war Herzog von Penthièvre, Châteauvillain und Rambouillet (seit 1737) sowie Graf von Eu, Herzog von Gisors, Aumale und Amboise (seit 1775); siebenfacher Pair von Frankreich; Herr des Herzogtums Carignan, Großjägermeister und Admiral von Frankreich; Gouverneur von Bretagne.

## Leben
Louis Jean Marie de Bourbon-Penthièvre war ein Enkel Ludwigs XIV. aus der Verbindung mit der Marquise de Montespan. Sein Vater war Louis-Alexandre de Bourbon, comte de Toulouse (* 6. Juni 1678; † 1. Dezember 1737).
Der Herzog war als letzter Erbe aller legitimierten Prinzen der reichste Privatmann Frankreichs. Er wurde 1737 Großjägermeister und Großadmiral von Frankreich sowie Gouverneur der Bretagne. Er erbte auch die Inhaberschaft über die Regimenter Penthièvre infanterie und Duc de Penthièvre cavalerie. Er kämpfte unter Adrien-Maurice de Noailles in der Schlacht bei Dettingen (1743), der Schlacht bei Fontenoy (1745) und der Schlacht bei Roucoux (1746).
Nach dem Österreichischen Erbfolgekrieg zog er sich auf sein Schloss Sceaux zurück, wo er sich für die Wohltätigkeit einsetzte und den Umgang mit Schriftstellern wie Jean-Pierre Claris de Florian pflegte. Im Gegensatz zu seiner Schwiegertochter Marie-Louise von Savoyen-Carignan, Prinzessin Lamballe, blieb der Herzog von Bourbon-Penthièvre von Gewaltausbrüchen der Revolution verschont.   
Er starb, allgemein beliebt, am 4. März 1793 als Bürger Bourbon im Château de Bizy bei Vernon und wurde in Dreux bestattet.
Durch die Vermählung seiner Tochter Marie Louise Adélaide de Bourbon mit dem als Bürger Egalité bekannten Herzog von Orléans kamen die unermesslichen Güter und die Titel des Hauses Penthièvre an die Familie Orléans. In dieser erhielt der Sohn des Fürsten von Joinville, Pierre Philippe Jean Marie d’Orléans den Titel eines Herzogs von Penthièvre.
Eine Straße in der Nähe der Avenue des Champs-Élysées ist heute nach ihm benannt (rue de Penthièvre).

## Nachkommen
Der Herzog heiratete am 25. Dezember 1744 in Versailles Maria Teresa Felicita d’Este, Tochter des Herzogs Franz III. von Modena. Aus dieser ehe gingen sieben Kinder hervor:
1. Louis Marie (* 2. Januar 1746; † 15. November 1749), Herzog von Rambouillet
2. Louis Alexandre (* 6. September 1747; † 6. Mai 1768), Fürst von Lamballe, ⚭ 1767 Marie Louise von Savoyen, Mademoiselle de Carignan.
3. Jean Marie (* 17. November 1748; † 19. Mai 1755), Herzog von Châteauvillain
4. Vincent Marie Louis (* 22. Juni 1750; † 14. März 1752), Graf von Guingamp
5. Marie Louise (* 18. Oktober 1751; † 25. September 1753)
6. Louise Marie Adélaïde (* 13. März 1753; † 23. Juni 1821)  ⚭ 1769 Louis-Philippe II. Joseph de Bourbon, Herzog von Orléans
7. Louis Marie Félicité (* 29. April 1754; † 30. April 1754)